# Kayhan Kaynak
Kayhan Kaynak (Adana, 14 ottobre 1960 – Karataş, 9 gennaio 1994) è stato un calciatore turco, di ruolo attaccante.

## Biografia
Era fratello di Reşit, che giocò anch'egli nella nazionale turca. Morì il 9 gennaio 1994 durante un allenamento a causa di un attacco di cuore, la stessa sorte che era toccata a suoi due fratelli.

## Carriera

### Club
Giocò per Ceyhanspor, Adanaspor, Fenerbahçe, Konyaspor, Eskişehirspor, Aydınspor ed Adana Demirspor.

### Nazionale
Nel 1987 giocò tre partite con la nazionale turca segnando un gol.

## Statistiche

### Cronologia presenze e reti in nazionale
| Cronologia completa delle presenze e delle reti in nazionale ― Turchia | Cronologia completa delle presenze e delle reti in nazionale ― Turchia | Cronologia completa delle presenze e delle reti in nazionale ― Turchia | Cronologia completa delle presenze e delle reti in nazionale ― Turchia | Cronologia completa delle presenze e delle reti in nazionale ― Turchia | Cronologia completa delle presenze e delle reti in nazionale ― Turchia | Cronologia completa delle presenze e delle reti in nazionale ― Turchia | Cronologia completa delle presenze e delle reti in nazionale ― Turchia |
| Data                                                                   | Città                                                                  | In casa                                                                | Risultato                                                              | Ospiti                                                                 | Competizione                                                           | Reti                                                                   | Note                                                                   |
| ---------------------------------------------------------------------- | ---------------------------------------------------------------------- | ---------------------------------------------------------------------- | ---------------------------------------------------------------------- | ---------------------------------------------------------------------- | ---------------------------------------------------------------------- | ---------------------------------------------------------------------- | ---------------------------------------------------------------------- |
| 4-3-1987                                                               | Ankara                                                                 | Turchia                                                                | 1 – 3                                                                  | Romania                                                                | Amichevole                                                             | -                                                                      | 71’                                                                    |
| 25-3-1987                                                              | Istanbul                                                               | Turchia                                                                | 3 – 1                                                                  | Germania Est                                                           | Amichevole                                                             | 1                                                                      | 70’                                                                    |
| 14-10-1987                                                             | Londra                                                                 | Inghilterra                                                            | 8 – 0                                                                  | Turchia                                                                | Qual. Euro 1988                                                        | -                                                                      | 46’                                                                    |
| Totale                                                                 |                                                                        | Presenze                                                               | 3                                                                      |                                                                        | Reti                                                                   | 1                                                                      |                                                                        |